# 快速特急
快速特急（かいそくとっきゅう）または快特（かいとく）は、日本の私鉄で使われている列車種別の一つである。いずれも特急より停車駅が少ない列車（特急の上位種別）として運行されている。一部事業者では特急が特別急行の略であるように快速特別急行（かいそくとくべつきゅうこう）を正式名称とし、「快速特急」「快特」は略称として扱う場合もあるが、京浜急行電鉄（京急）のように「快特」を正式名称とする事業者もある。
特急料金の不要な鉄道事業者・路線も多く、この場合無料優等列車では最上位に位置する。JRでは「特別快速」または「新快速」（快速に対する上位種別）、その他特急列車において特急料金の必要な事業者・路線では「快速急行」（こちらは主に急行に対する上位種別）に相当する種別である。
本項では、京浜急行電鉄に種別を合わせて設定された直通先の京成電鉄および都営地下鉄を除き、各社の運行開始順に記述する。なお、名古屋鉄道（名鉄）や阪急電鉄、京阪電気鉄道では中断していた期間があるが、その場合は初代の運転開始日を基準として掲載している。

## 京浜急行電鉄・都営地下鉄
快特（かいとく）は、京浜急行電鉄の列車種別の一つ。「特急より停車駅が少なく目的地に速達できる列車」として京浜急行電鉄では広告している。現行の名称は1999年より使用しているが、従前では快速特急と称していた。
なお、京急では快特・エアポート快特（後述）・特急ともに英語表記は「Limited Express」に統一されているが、女性専用車の試験導入告知では種別表示の色から快特は「Green Limited Express」、特急は「Red Limited Express」が用いられている。また、京急と相互直通運転を行う都営地下鉄浅草線内の駅ホーム発車案内では（後述の京成線内の快特を含めて）「LTD.Exp.」と表記されているほか、京急の一部駅ホームの時刻表等においては「Rapid Express」が用いられるなど、統一されていない。また、京急の駅時刻表などには各種別の英語表記の後に「KAITOKU」「AIRPORT KAITOKU」「TOKKYŪ」とローマ字の表記が付け加えられているものもある。また同時に急行と普通にも「KYŪKŌ」「FUTSŪ」とローマ字表記が付け加えられており、京急線各駅で配布されている『京急沿線MAP』の英語版『Keikyu Line Guide Map』（他に朝鮮語版、中国語版もある）では「Rapid Limited Express」（快速特急）と記されている。
「快速特急」の列車種別は、最初は京急のみであったが、京急の設定の1年後の1969年に名鉄の初代快速特急（後述）が設定された後、その翌年の1970年の名鉄の初代快速特急廃止後は、2001年に阪急が設定するまで、長らく京急のみで設定されていた。

### 派生種別
なお、この列車種別を基にした列車種別として以下のものある。
通勤快特
1981年から1999年までの間運行された（下記も参照のこと）。平日ダイヤ朝ラッシュ時に三崎口駅・三浦海岸・浦賀駅 - 金沢文庫間は特急停車駅、金沢文庫駅 - 品川駅間は快特停車駅に停車した。種別色は1995年7月から紫色であり、公式ホームページの時刻表では通勤快特に相当する列車（通称：B快特・B特急）の時刻は紫色で表されている。平日朝ラッシュ時の上り列車が中心だが、折り返し「通勤快特」となる下り列車にも使用された。設定当初より、通勤「快速特急」ではなく通勤「快特」が正式な種別名称であった。
イブニング・ウィング号（有料座席指定列車）
1992年運行開始。平日夕方ラッシュ時に運転される下り列車で、停車駅は快特と同じ。品川駅 - 上大岡駅間の利用時は座席指定券を要するが、他の駅からは乗車券のみで乗車できる。
2015年からは平日朝に三浦海岸駅 - 品川駅・泉岳寺駅間で上り「モーニング・ウィング号」が運行されている。途中停車駅はイブニング・ウィング号とは異なり、横須賀中央駅・金沢文庫駅・上大岡駅となっていて、座席指定券を購入すると三浦海岸駅または途中駅から乗車できるが、品川駅まで途中下車はできない。
エアポート快特
1998年運行開始。設定当初は「エアポート快速特急」という種別だったが、「快速特急」が「快特」になったのと同時に現在の種別名称となる。京急線内は昼間時に40分間隔の運行で、羽田空港第1・第2ターミナル駅、羽田空港第3ターミナル駅、品川駅、泉岳寺駅に停車。都営浅草線内は一部の駅を通過し京成押上線、京成本線、京成成田空港線（成田スカイアクセス）に直通運転する。浅草線内での独自の設定もある。かつては京急蒲田駅に停車していたが、2010年5月16日のダイヤ改正以降は通過し、京急線内でも快特との差別化が図られている。

### 歴史
- 1968年（昭和43年）6月15日 - 従前運行されていた「週末特急」が定期化され、快速特急として運転開始。
  - 当初は平日日中のみの運転で、観光輸送に加え日本国有鉄道（国鉄）横須賀線に対する目玉商品という位置づけであった。このため品川駅 - 三浦海岸駅間で運転を開始したが、後に観光期の日中を除き品川駅 - 京浜久里浜駅（現・京急久里浜駅）間の運転となった。なお、同年6月21日より都営地下鉄1号線（現・都営浅草線）との相互乗り入れを開始することから、自社線内での特急列車を速達化させたものとも理解されている。
  - 設定当時の停車駅
品川駅 - 京浜川崎駅（現・京急川崎駅） - 横浜駅 - 上大岡駅 - 金沢文庫駅 - 横須賀中央駅 - 京浜久里浜駅 - 津久井浜駅 - 三浦海岸駅
    - 同時に停車駅が整理された「海水浴特急（海特）」が停車する京浜蒲田駅（現・京急蒲田駅）・金沢八景駅・堀ノ内駅は通過となった（後にこれらの駅にも停車するようになる）。また京浜久里浜駅終着の「特急」と接続する「快速特急」に限り、野比駅（現・YRP野比駅）・京浜長沢駅（現・京急長沢駅）にも停車した。
- 1968年（昭和43年）9月1日 - 休日ダイヤにおいても、快速特急の運転を開始。うち3往復に「マリンパーク号」という愛称が付与される。
- 1969年（昭和44年）12月15日 - 野比駅・京浜長沢駅が完全に通過駅となる。
- 1970年（昭和45年）5月 - 都営線・京成線直通の快速特急（京成線内特急）が運転され、下りは「城ケ島マリンパーク号」、上りは「成田山号」という愛称が付与される。また同年の夏季休日には、下りは「逗子号」、上りは「パシフィック号」の愛称で前記と同様の列車（こちらは特急扱い）が運行された。
- 1970年（昭和45年）7月18日 - 8月8日 - 「ハワイアン号」が1往復運転される。
- 1972年（昭和47年）9月3日 - 休日ダイヤの「マリンパーク号」はそれぞれ、「城ケ島号」「南房総号」「油壺マリンパーク号」に改称される。
- 1973年（昭和48年） - 「海水浴特急」が、不定期の「快速特急」に統合され、夏季ダイヤに限り、「海水浴特急」のみ停車していた京浜蒲田駅・金沢八景駅に臨時停車するようになる（堀ノ内駅は通過）。また都営線・京成線直通の快速特急が廃止となる。
- 1975年（昭和50年）4月26日 - 久里浜線、三浦海岸駅 - 三崎口駅が延伸開業。快速特急の停車駅となる。
- 1978年（昭和53年）8月21日 - 運転時間帯が夕時間帯にも拡大され、通勤輸送主体へと変化していく。
- 1981年（昭和56年）6月22日 - 平日朝ラッシュ時の上り輸送改善策として、横浜駅以南は特急停車駅、横浜駅以北で快特停車駅に停車し、金沢文庫駅 - 品川駅間は12両編成の通勤快特を運転開始[2]。
- 1983年（昭和58年） - 一部の定期快速特急（京浜久里浜駅までの運転が主体の平日ダイヤでも三崎口駅に直通する列車）に、「マリンパーク号」の愛称が付与される。
- 1986年（昭和61年） - 夕時間帯以降、快速特急の12両運転が開始される。
- 1992年（平成4年）4月16日 - 「京急ウィング号」を品川駅 - 京急久里浜駅間で運行開始。
- 1993年（平成5年）4月1日 - 「京急ウィング号」の運行区間を三崎口駅まで延長。京急久里浜駅 - 三崎口駅間は各駅に停車。
- 1995年（平成7年）4月1日 - 品川駅 - 横浜駅間で最高速度120km/hでの運転を開始。
- 1995年（平成7年）7月24日 - 京急蒲田駅が快速特急（一部）と通勤快特の停車駅となる。
- 1996年（平成8年）7月20日 - 京急久里浜駅 - 三崎口駅間各駅停車となる。
- 1998年（平成10年）11月18日 - 羽田空港駅（当時）開業に伴い、空港線乗り入れのエアポート快速特急運転開始[1]。京急蒲田駅が終日停車駅となり、空港線直通の快速特急も設定される[1]。一部の定期快速特急に付けられていた「マリンパーク号」の愛称廃止。
- 1999年（平成11年）7月31日 - ダイヤグラムの白紙改正を行い、略称として定着していた快特を正式名称とする。同時にエアポート快速特急が、エアポート快特となる。
  1. 通勤快特の名称を廃止。ただし、運行体系は改正前と変わらないが、金沢文庫行特急・金沢文庫から快特品川行という列車として運行。(現在はB快特・B特急 例︰17B快特品川)
  2. 横須賀中央・横浜方面発着の都営地下鉄浅草線直通特急を昼間時については全列車、ラッシュ時も一部列車を快特に格上げ。これに伴い都営浅草線・京成線直通の快特が26年ぶりに復活したほか、「京急ウィング号」を含め、堀ノ内駅 - 三崎口駅間久里浜線内各駅停車となる。
  3. 金沢文庫駅で増解結を行う品川駅 - 新逗子駅・浦賀駅間列車を設定。なお金沢文庫駅 - 新逗子駅・浦賀駅間は普通列車となる。当初は休日のみの設定だったが、後に平日にも拡大。
- 2002年（平成14年）10月12日 - 京急川崎駅・金沢文庫駅で増解結を行う羽田空港駅 - 新逗子駅・浦賀駅間の快特も設定される。この列車は羽田空港駅 - 京急川崎駅間は特急、金沢文庫駅 - 新逗子駅・浦賀駅間は普通として運転される。また、昼間時の品川駅始発・終着快特を泉岳寺駅始発・終着に変更、浅草線の列車に接続する。
- 2003年（平成15年）7月19日 - 昼間の京成線（京成成田、京成佐倉方面） - 羽田空港間の列車が快特に格上げとなり、品川 - 羽田空港間は最速14分（下りのみ、上りは16分）になる。
- 2006年（平成18年）12月10日 - 直通先の京成電鉄・芝山鉄道においても快特が運行されるようになる（後述）。
- 2010年（平成22年）5月16日 - 金沢八景駅が「京急ウィング号」・快特の終日停車駅となる。京急蒲田駅がエアポート快特の通過駅になる。
- 2010年（平成22年）10月21日 - 空港線、羽田空港国際線ターミナル駅（現・羽田空港第3ターミナル駅）開業により、エアポート快特・快特の停車駅となる。

### 運行概況
2022年11月のダイヤ改正以降、基本的に日中の久里浜線直通系統は20分間隔で泉岳寺駅 - 京急久里浜駅で運行される。空港線直通系統は20分間隔で都営浅草線・京成線へ直通し、快特・エアポート快特が交互に運行される。エアポート快特は都営浅草線内も引き続きエアポート快特として運転され、京成線内では「アクセス特急」とし、成田空港（成田スカイアクセス線経由）まで運転される。平日夕方には京急線内特急・都営浅草線内エアポート快特となる列車や、京成本線を経由し京成成田駅や芝山千代田駅を終着とする列車も存在する。
1999年から2010年5月16日までは、日中時間帯の京急川崎駅以南の本線・久里浜線では快特と普通のみのダイヤとなっていた。(京急蒲田にて、✈(エアポート)快特、✈(エアポート)急行は空港線に分岐)なお、京急線には「特急」も一部時間帯に限って存在するが、「快速」は過去も含めて存在していない。なお、停車駅等詳細は京急本線を参照。
京急久里浜駅・三崎口始発・終着の列車は自社の車両を中心に運用されているが、空港線直通列車は東京都交通局所属車両（5300形・5500形）や京成電鉄・北総鉄道所属車両など乗り入れ各社局の車両を中心として運行されている。朝ラッシュ時には上り快特6本（金沢文庫駅まで特急の「B快特」、品川まで12両編成）の品川方先頭車が女性専用車となっている。

### 歴代の専用車両
専用車両は代々クロスシート車両が使用されている。運用の都合などでロングシート車両の1000形が使用されることもあったが、2000形の増備が完了すると、日中の快特はクロスシート車両で統一された。ただし、浅草線直通列車の快特は主にロングシート（車端部のみ固定クロスシートの車両も含む）車両を使用している。現行ダイヤでは、全体のほとんどが全座席クロスシート車両を使用している。また、専用車両である2100形はすべて8両編成であることから、12両編成で運転される場合は4両編成の他形式の車両を併結する。
- 600形（2代）（1968年 - 1986年）
- 2000形（1982年 - 2000年）
- 2100形（1998年 - ）

## 京成電鉄・芝山鉄道

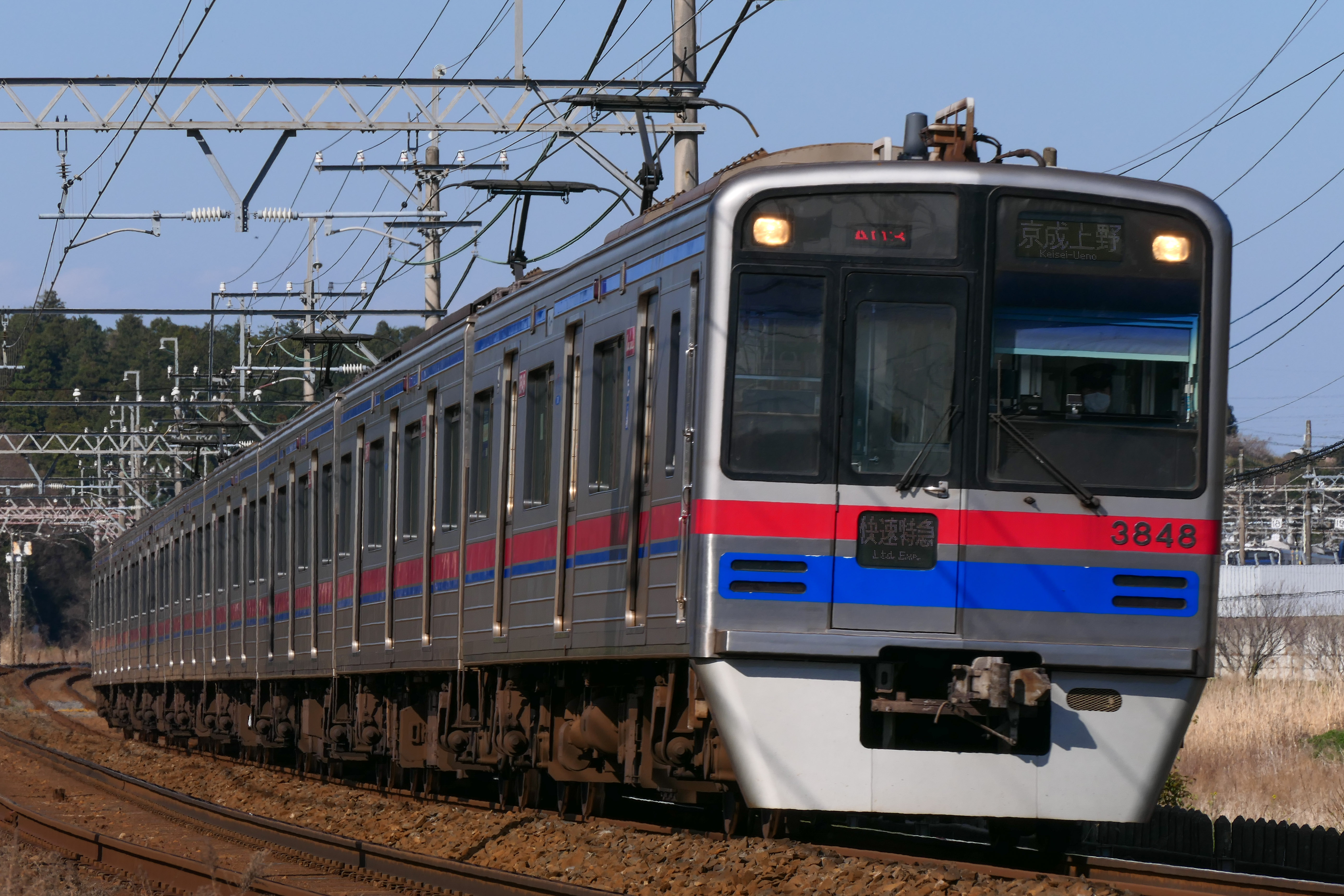
3700形による京成本線系統の快速特急

京成電鉄の快速特急は、2006年12月10日のダイヤ改正で「特急」の本線京成佐倉駅以東を各駅停車化したことに伴い、従前の「特急」の代替となる列車として運行を開始した。停車駅は改正以前の「特急」と同一である。都営浅草線方面直通運用と、京成上野駅始発・終着運用の2系統がある。この結果、上位種別から順に快特・特急・通勤特急・快速・普通となった。英語表記は京急と同じく、快速特急と特急のいずれも「Limited Express」が用いられているが、都営浅草線内の駅ホームの発車案内では、かつて表記が「Rapid Express」だった。また、相互乗り入れを行っている芝山鉄道線でも同日から運行を開始している。
相互直通運転を行っている京急の種別に合わせたため当初は「快速特急」ではなく「快特」とされた。しかし、京成には快特と発音が極めて近い「快速」（かいそく）も存在し、この「快速」と「快特」の似た発音を原因とする判りにくさから、利用者からの改善要請もあり、2007年8月16日から駅構内および車内においては、「快速特急」とアナウンスすることとなった。この当時は発車標や種別表示器などは引き続き「快特」が使用されていたが、2000年代後半以降に導入されたフルカラーLED式やLCD式の発車標では「快速特急」と表記するようになったほか、従来からのLED式発車標や種別表示器についても字幕式・LED式ともに「快速特急」に変更されるなど、現在は「快速特急」に表記が統一されている。2010年7月17日のダイヤ改正で「快速特急」が正式種別名となった。また、押上駅では、都営浅草線を経由して京急線へ直通する列車のうち、京急線内で快特運転する列車は、京急線の案内に合わせ「快特」と案内される。
快速は種別色がピンク、快速特急は緑であるが、3色LED式種別表示器を使用する車両（都営5300形）の場合は快速・快速特急の双方とも緑色で表示され、上述の発音と相まって非常に紛らわしいため、京成電鉄所属車については種別表示器をフルカラーLED式に交換した。ただし、2013年まで運行されていた「エアポート快速」はフルカラーLED式でも緑色で表示されていた。
ダイヤグラム上では従来快速特急、特急などを含め「特別急行列車 (B) 」が正式な名称であったが、後に「快特列車」と表記されるようになり、前述の2010年7月17日ダイヤ改正より快速特急はダイヤグラム上も「快速特急列車」と表記されるようになった。

## 名古屋鉄道

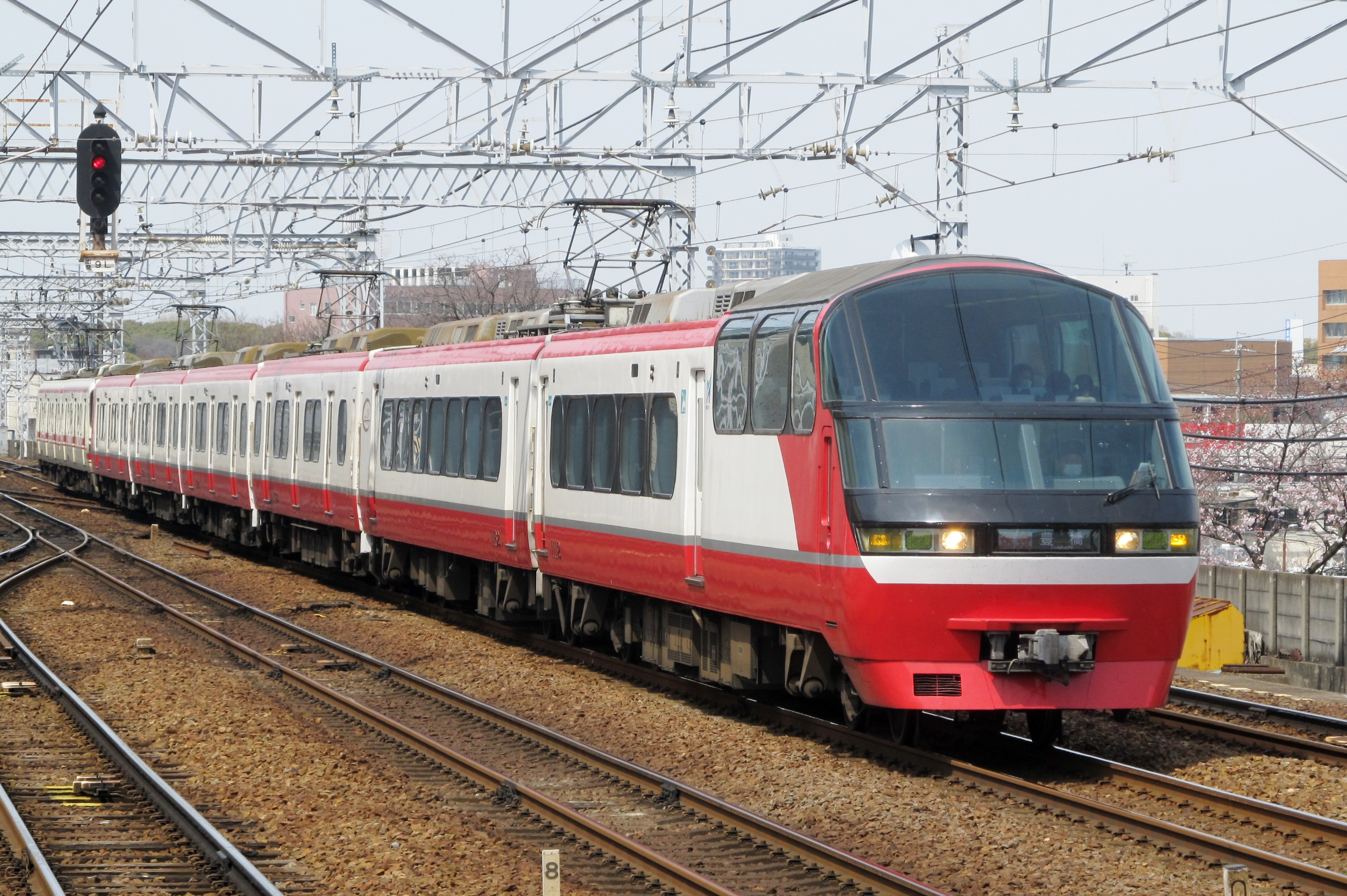
1200系による快速特急

名古屋鉄道では2005年1月29日より快速特急（2代）の運転を開始した。日本語の正式名称は快速特別急行。英語表記はRapid Limited Express。
空港線開業時に中部国際空港へのアクセスの速達化を図るため、それまで運行されていた名古屋本線・常滑線の「特急」を「快速特急」と「特急」に分割したものである。なお、常滑線から犬山線や広見線へも新設されたが、名古屋本線の神宮前駅以北や犬山線・広見線内での停車駅は特急と同一である。
なお、名古屋鉄道で初めて「快速特急」の名称が登場したのは1964年（昭和39年）のダイヤ改正で登場した三河線への支線直通列車で、支線区に限って「特急」の行先標上に「快速特急」の表示を掲示していた。当時は正式な列車種別ではなかったが、名古屋鉄道の快速特急の嚆矢となった存在である。
続いて1969年（昭和44年）より1970年（昭和45年）までの間、今度は正式な列車種別として名古屋本線で運転される特急のうち、知立駅を通過する列車を初代の「快速特急」と称していた。ただし、この初代の快速特急では、上記の支線直通特急とは逆に、時刻表や駅の発車標、および案内放送では「快速特急」と案内されていたが、車両側の種別表示は「快速特急」や「快特」が用意されておらず、特急と共用の「特」であった。
その後2005年（平成17年）のダイヤ改正で現在の快速特急（2代）が設定され、35年振りに快速特急の列車種別が復活した。2代目の快速特急では、時刻表や駅の発車標、および案内放送の案内が初代時代と同様にされている他、初代時代とは異なり、列車種別表示に「快特」および「快速特急」（後者はオーロラビジョンR-STAY搭載車両のみ）が用意された。

### 運行概況
名古屋本線では、従来の特急の標準停車駅のみに停車する列車を「快速特急」とし、加えて新安城駅と国府駅にも停車する列車を「特急」とした。ただし、両駅のいずれかに特別停車する列車や、伊奈駅に特別停車する列車も設定されている。なお、名古屋本線の名鉄岐阜駅 - 豊橋駅間で運行される快速特急は、特別車両券「ミューチケット」を必要とする「特別車」と、必要としない「一般車」が併結された「一部特別車」編成である。
常滑線と新規に開業した空港線では、中部国際空港のアクセス特急として神宮前駅 - 中部国際空港駅間をノンストップで運行する列車を「快速特急」とし、途中の太田川駅、尾張横須賀駅、朝倉駅、新舞子駅、常滑駅に停車する列車を「特急」とした。
空港線直通快速特急の車両は、空港線開業とともに新造した全車特別車編成である2000系電車「ミュースカイ (μSKY)」が使用される。
2008年（平成20年）12月27日より、中部国際空港駅発着の2000系を使用した定期運用の全車特別車列車はすべて「ミュースカイ」へと列車種別名が変更された。同時に河和線と知多新線にも、わずかではあるが一部特別車の快速特急が設定された。その結果2010年（平成22年）時点のダイヤにおける快速特急は、名古屋本線、犬山線、広見線（犬山駅 - 新可児駅間）、常滑線（神宮前駅 - 太田川駅間）、河和線、知多新線のみの設定となっていた。名鉄名古屋駅以北での停車駅は特急と同じで、実質的な差は豊橋駅・河和駅 - 名鉄名古屋駅間のみである点は従来通りである。なお、河和線と知多新線では、従来の特急の標準停車駅のみに停車する列車を「快速特急」とし、加えて阿久比駅と青山駅にも停車する列車を「特急」とした。ただし、美浜緑苑駅や河和口駅、青山駅、巽ヶ丘駅、南加木屋駅に特別停車する列車も設定されている。
2011年（平成23年）3月26日に実施されたダイヤ改正で常滑・河和線系統と広見線での設定が消滅したほか、特急に代わって豊川線に平日朝に名鉄名古屋方面行きが2本新規設定された。ただし豊川線における快速特急の設定は標準停車駅扱いではなく、始発駅の豊川稲荷駅を含む豊川線内各駅（稲荷口駅・諏訪町駅・八幡駅・国府駅）および名古屋本線の急行停車駅（本宿駅・美合駅）に特別停車するという位置付けであった。このうち豊川線内各駅は2023年（令和5年）3月18日のダイヤ改正で標準停車駅に改められている。

## 阪急電鉄

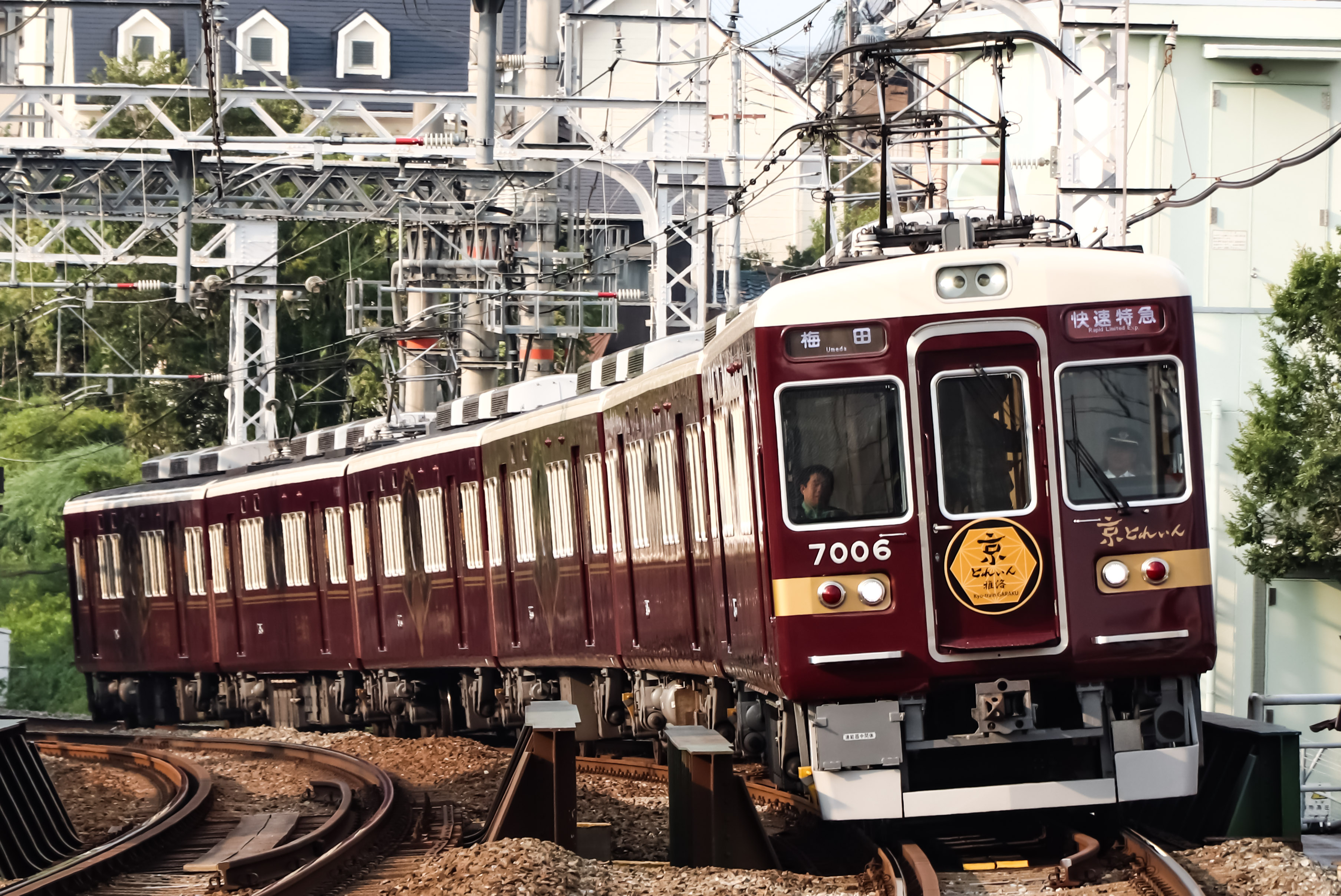
7000系「京とれいん雅洛」

阪急電鉄では阪急京都線において2001年3月から2007年3月16日まで定期運行していた列車の種別に快速特急が存在していた。その後、2011年5月14日からおいて土休日のみ快速特急の運転が再開された。英語表記には「Limited Express」が用いられていたが、2019年1月19日ダイヤ改正で「Rapid Limited Express」に変更された。また、同改正より2022年12月11日までは派生種別として快速特急Aが運行されていた。

### 運行概況
西日本旅客鉄道（JR西日本）東海道本線（JR京都線）新快速への対抗措置により京都本線で昼間時の特急停車駅を増加させたため、それまで運行されていた「初代の快速急行」の種別名を快速特急に変更した（2代目となる現在の快速急行とは無関係）。そのため、停車駅や所要時間は初代の快速急行時代と変わらない。
朝夕のラッシュ時のみの運転であり、平日の朝ラッシュ時にはより停車駅が少ない「通勤特急」が運行された。
2007年3月17日のダイヤ改正により、「通勤特急」と統合され運行休止となった。
その後、2010年から春秋の行楽シーズンに梅田駅（現・大阪梅田駅）および河原町駅（現・京都河原町駅）と嵐山駅を結ぶ直通臨時列車として3年ぶりに「快速特急」の種別が復活した。そして2011年5月14日からは6300系6354Fをリニューアルした「京とれいん」を導入し、土曜日・休日ダイヤの定期列車として4往復の運行を開始した。途中停車駅は十三駅・淡路駅・桂駅・烏丸駅で、大阪市内と京都市内の間を無停車で運行する定期列車としては14年ぶりの復活となる。ただし、定期運行の特急のすぐ後ろを走り、特急を追い抜かない続行運転のダイヤであること、また車両も代走時を除いては115km/h運転に対応していない6300系を使用していることから、京都河原町駅 - 大阪梅田駅間の所要時間は特急より2分遅い44分である。
2019年1月に京とれいんによる快速特急は「快速特急A」と改称され、十三駅を通過扱いになった。ただし、実際は十三駅は通過せず、旅客扱いを行わない運転停車である。2019年3月からは7000系7006Fをリニューアルした「京とれいん 雅洛」が、快速特急として運行されている。
2022年12月17日のダイヤ改正に先立ち、2022年12月11日の運行をもって快速特急Aおよび京とれいんは運行を終了した。

## 京阪電気鉄道

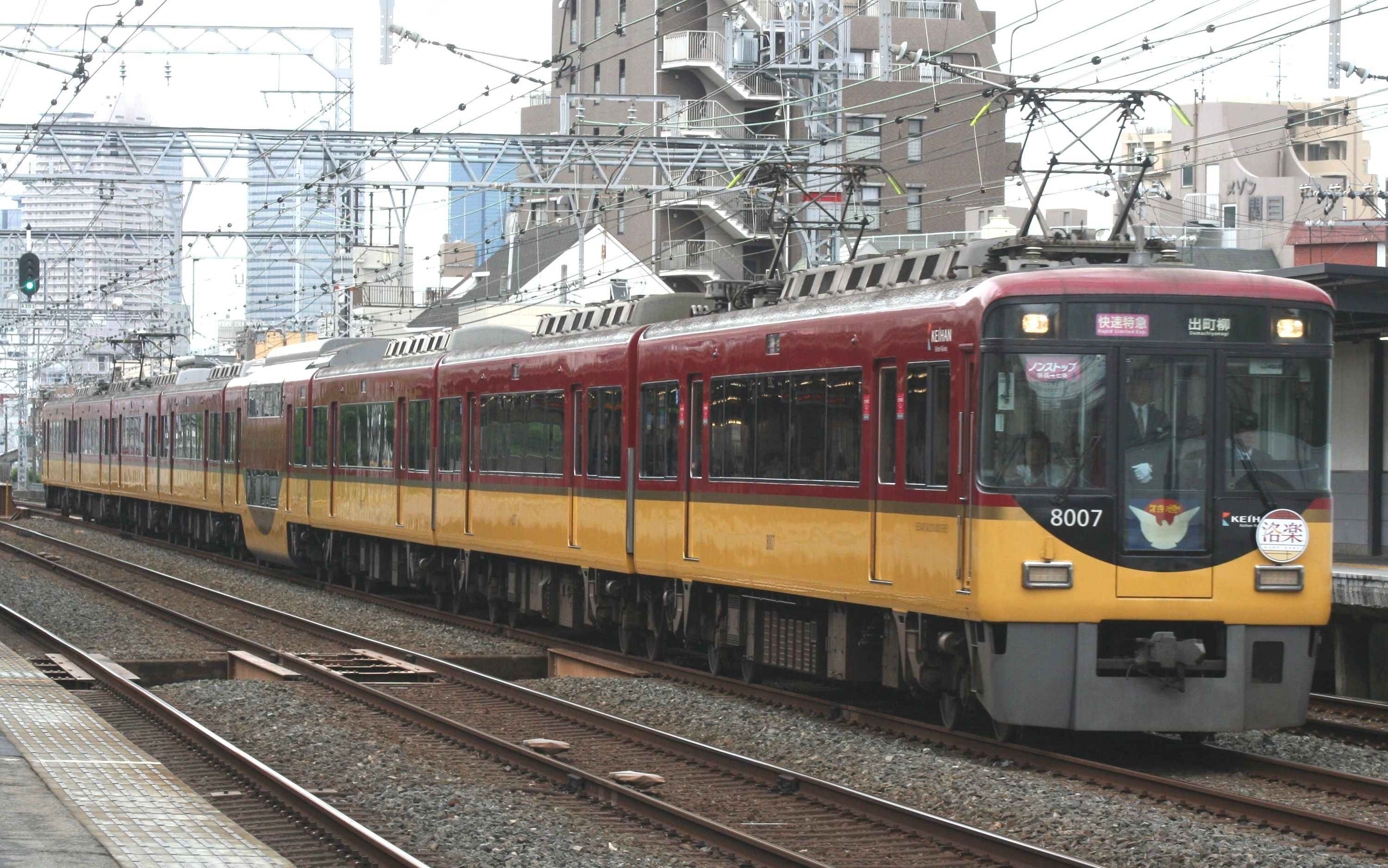
快速特急「洛楽」（特急形車両8000系）

### 前史（K特急・旧快速特急）

#### 「特急」の停車駅増加
1993年までの京阪電気鉄道京阪本線・鴨東線の「特急」は、大阪府内（大阪市）の淀屋橋・北浜・天満橋・京橋、京都府内（京都市）の七条・四条（→祇園四条）・三条・出町柳の8駅に停車しており、大阪の京橋 - 京都の七条間、つまり大阪市と京都市の間の京阪沿線各市域は無停車であった（区を含めれば大阪市旭区・大阪府守口市・大阪府門真市・大阪府寝屋川市・大阪府枚方市・京都府八幡市・京都市伏見区の7市区32駅を連続通過）。
この無停車区間に対して、その後、利便性向上などを目的として、朝ラッシュ時のみの停車を経て2000年7月のダイヤ改正で伏見区の中書島・丹波橋、2003年9月のダイヤ改正で枚方市の樟葉・枚方市の合計4駅が新たに終日の特急停車駅として加わった。これにより京橋 - 七条間無停車の特急は無くなることとなり、これ以降「特急」の停車駅の変更は無く、現在に至る。

#### 上位種別「K特急」の新設
しかし、樟葉と枚方市が停車駅に加わったと同時に、樟葉、枚方市（ただし枚方市は朝の淀屋橋行きのみ停車）を通過する「K特急」（英語表記は「K-Ltd. express」）が特急より上位の最速達種別として新設された。このK特急は2008年には中之島線開業に伴うダイヤ改正でK特急は「快速特急」（以下、旧快速特急）に改称され、同時に英語表記も快速特急を意味する「Rapid Limited Exp.」に変更されたが、2011年5月28日に行われたダイヤ改正で旧快速特急は廃止された。

### 京阪間ノンストップ特急の復活（現在の快速特急）
旧快速特急の廃止から僅か約5ヶ月後の2011年10月22日に、行楽期限定ダイヤのみだが、1993年までの特急と同じ、京橋 - 七条間無停車の"ノンストップ特急"として停車駅を変更し、快速特急は復活・運行を再開した。
翌年2012年には公募でこの快速特急に対し「洛楽（らくらく）」の愛称が付与された。当初は上り（京都方面）のみだったが、のちに下り（大阪方面）も設定された。2016年3月19日実施のダイヤ改正でこの快速特急が定期列車となり、今まで、単に「快速特急」と案内されていたのが、愛称付きで「快速特急 洛楽」と案内されるようになり、種別名も愛称付きとなった。この際、種別方向幕に既存の「快速特急」幕に加え、別で「快速特急 洛楽」幕が新たに追加された（この際、英語表記も「Rapid Limited Exp.」から「Rapid Limited Exp. RAKURAKU」に変更）現在、快速特急運用の際は「快速特急 洛楽」幕が使用される。
快速特急 洛楽の使用車両は特急専用車（8000系、初代3000系、ただし初代3000系は2013年に引退。）で運用されていたが、2017年より2代目3000系も運用に加わった。代走は一般車両6000系など。
快速特急 洛楽が運転される際、8000系および一般車両は前面に洛楽専用ヘッドマークを掲出する。2代目3000系は前面の液晶ディスプレイに「洛楽」のロゴマークを掲出し、左右の装飾灯を点灯させる。なお、快速特急 洛楽は特急の一種であるため、8000系は京阪特急の象徴である「鳩マーク」を掲出するが、2代目3000系および一般車両については「鳩マーク」を掲出しない。

### 運行概要
2003年に設定された「K特急」が、2008年10月19日の中之島線開業に伴うダイヤ改正により、「快速特急」と名称変更された上で設定され、平日夕方ラッシュ時の京都方面行き限定種別として運行されていた。
運行区間は淀屋橋駅→出町柳駅間であり、停車駅はそれまでのK特急（枚方市駅・樟葉駅通過）と同一であるにもかかわらず、所要時間は通常の特急と同一であった。
なお、京阪の快速特急は京阪本線・鴨東線で運転されており、中之島線内を運行する定期ダイヤは無いが、2009年12月には臨時列車で下りの快速特急が出町柳駅→中之島駅間で運転されていた実績もある。
2011年5月28日改定で完全廃止され、大阪市内と京都市内を無停車で定期運行する特急は61年の歴史に幕を下ろした。
2011年10月22日から12月4日までの期間の土曜日・休日には京橋駅→七条駅間ノンストップの「臨時快速特急」として復活した。
2016年3月19日改定で土曜・休日ダイヤのみ、大阪市内と京都市内とを無停車で定期運行する快速特急が5往復設定され、5年ぶりに定期列車となった。この際に、公募で決定した「洛楽」の愛称を付与した。
2017年2月25日改定で平日にも2往復運行されるようになった。また、今までは快速特急使用車両は原則、8000系(引退までは初代3000系も)で運行されていたが、快速特急使用車両が一時、全列車2代目3000系に変更された。ただし行楽期は8000系での運転。
2018年9月15日改定で土休日の快速特急使用車両が8000系に戻った。
現在でも、土曜・休日ダイヤの祇園祭宵山実施日などの夕方には、大阪市内→京都市内の片道のみではあるが、臨時快速特急が運転されることもある。